# Wilhelm Werlé

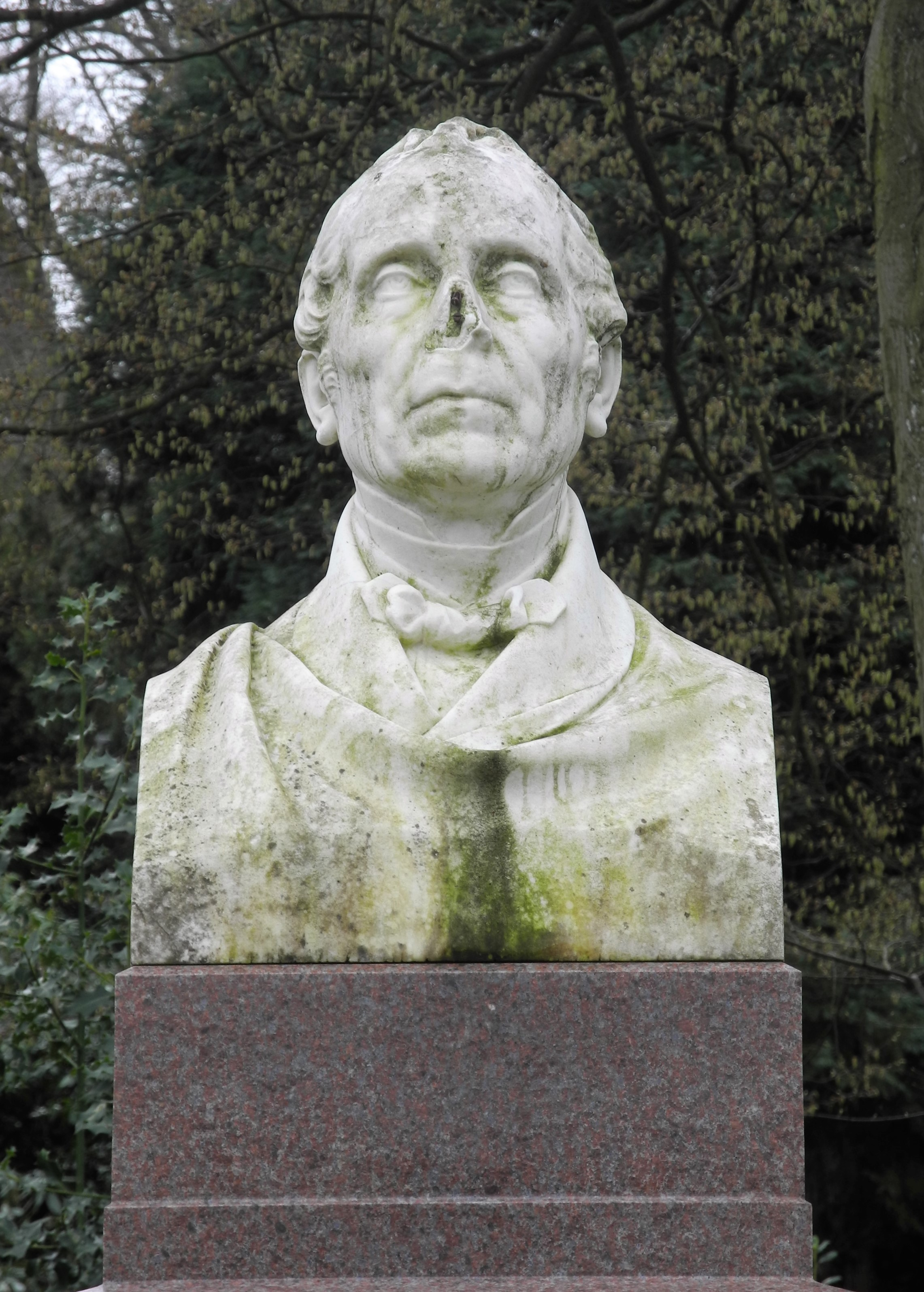
Die Büste des Wilhelm Werlé-Denkmals

Wilhelm Werlé (* 26. September 1804; † 28. August 1880) war Mitglied des Preußischen Abgeordnetenhauses, Unternehmer, Stadtverordneter in Barmen und Mitbegründer sowie erster Vorsitzender des Barmer Verschönerungsvereins.

## Leben und Wirken
Wilhelm Werlé lebte ab 1836 in Barmen. Obwohl er selbst Katholik war, heiratete er in eine angesehene protestantische Barmer Familie ein. Von 1840 bis 1846 war er Beigeordneter und anschließend bis 1875 Stadtverordneter im Rat der Stadt Barmen. 1846 gründete er die „Barmer Gas-Erleuchtungs-Gesellschaft“, deren Vorsitzender Direktor er bis zu seinem Tode war. 1848 war er Deputierter im Frankfurter Vorparlament. Von 1856 bis 1862 war er für Waldbröl Mitglied des Preußischen Abgeordnetenhauses. Hier gehörte er zur Fraktion der Altliberalen.
Am 8. Dezember 1864 gründete er gemeinsam mit Robert Barthels, Emil Blank, August Engels, Friedrich von Eynern, Johann Wilhelm Fischer, Friedrich Wilhelm Ostermann, Carl Theodor Rübel, Adolf Schlieper, Oskar Schuchard, Emil Wemhöner den Barmer Verschönerungsverein, dessen Vorsitzender er bis zu seinem Tod war.
Darüber hinaus war Werlé in der Armenverwaltung und im Vorstand der „Anstalt für verlassene Kinder“ tätig.

## Ehrungen
Wilhelm Werlé war Ehrenbürger der Stadt Barmen.
Bereits kurz vor dem ersten Jahrestag seines Todes wurde am 21. August 1881 in den Barmer Anlagen das Wilhelm-Werlé-Denkmal eingeweiht. Es besteht aus einer Büste auf einem zwei Meter hohen Granitsockel, der auf einem dreistufigen Unterbau ruht. Die Büste war noch zu Werlés Lebzeiten von Bernhard Afinger, einem Berliner Bildhauer, angefertigt worden.
Im Wuppertaler Stadtteil Heckinghausen ist die Werléstraße nach Wilhelm Werlé benannt.